# 潘嗣德
潘嗣德（？—？），浙江归安（今浙江湖州市）人，清朝政治人物。同进士出身。
順治十五年（1658年），登進士。康熙元年（1662年），接替段大体任青浦县知县一职，康熙三年（1664年）由房拱极接任。